# Перша пунічна війна
Перша пунічна (фінікійська) війна (264 до н. е. — 241 до н. е.) — перша із трьох Пунічних війн між Римом і Карфагеном.
Боротьба за Сицилію була її основною причиною. Приводом послужило втручання карфагенян в боротьбу мамертинців в Мессані проти сиракузького тирана Гієрона II. Римляни, що побоювалися, що заняття карфагенянами Мессани спричинить захоплення Сиракуз, почали військові дії і в 264 до н. е. захопили Мессану. З 263 до н. е. Сиракузи стали союзниками Риму. У 262 до н. е. римляни узяли Акрагант. Протягом перших років війни римлянам удалося створити флот, який в 260 до н. е. під керівництвом консула Гая Дуїлія здобув морську перемогу при Мілах. Після нової морської перемоги біля мису Екном в 256 до н. е. римське військо під керівництвом Марка Регула висадилося біля міста Клупеї в Африці. Проте десант був розбитий, і з 254 до н. е. військових дії концентрувалися в західній частині Сицилії. У 251 до н. е. римляни захопили Панорм, але спроби узяти Лілібей (облога з 250 до н. е.) і Дрепанум не мали успіху. Ці міста були захоплені римлянами лише в 242 до н. е. Полководцеві Карфагена Гамількару Барці вдалося завдати римлянам ряд ударів в 247—241, але поразка флоту Карфагена при Егадських островах в 241 до н. е. вирішила результат війни. Мир було укладено на умовах відмови Карфагена від частини Сицилії і островів, які лежали між Італією і Сицилією і належали Карфагену, на користь Риму, а також видачі переможцям полонених і виплати грошової контрибуції у розмірі 3200 талантів в десятирічний термін.

## Передісторія

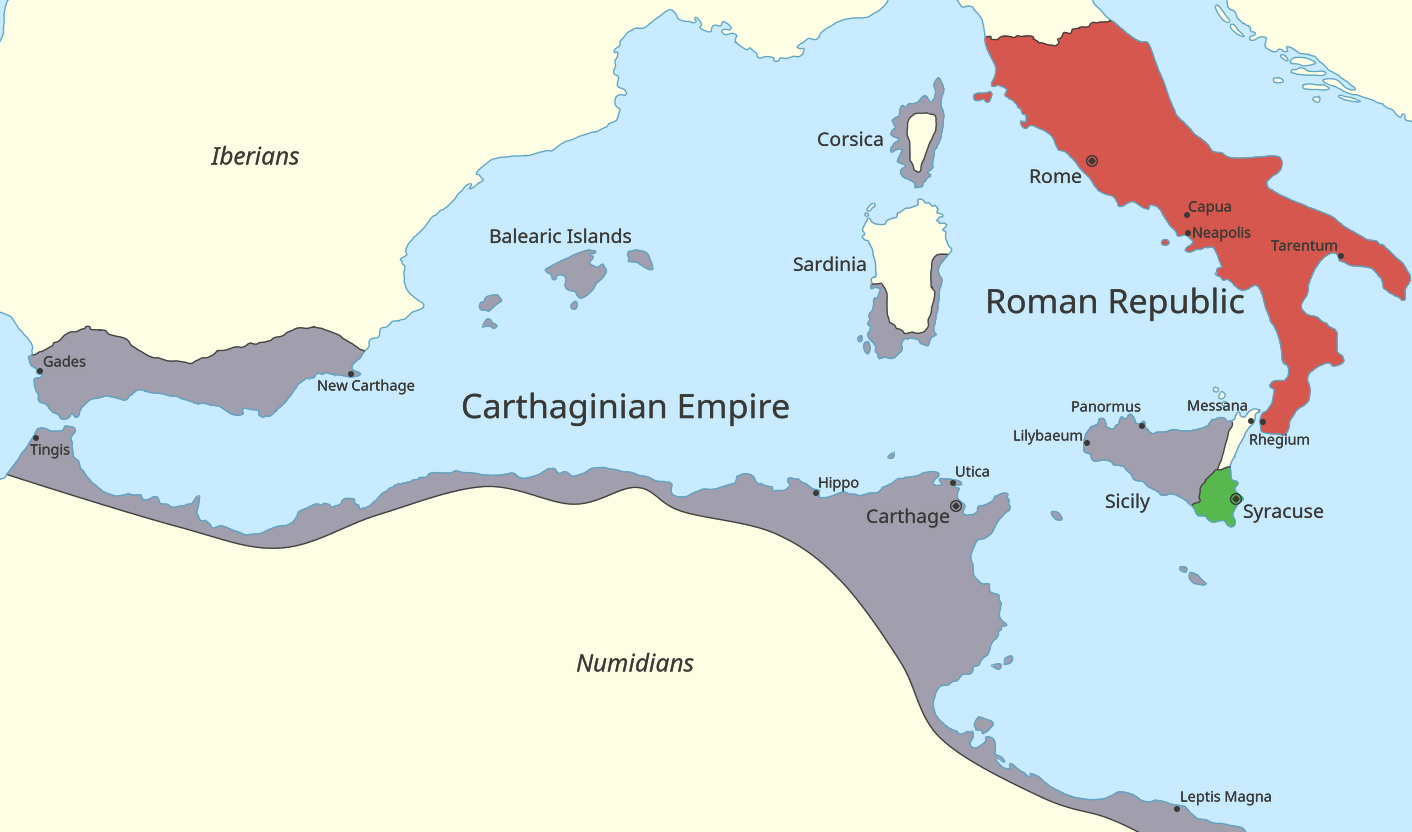
Західне Середземномор'я у 264 р. до н. е. напередодні Першої Пунічної війни

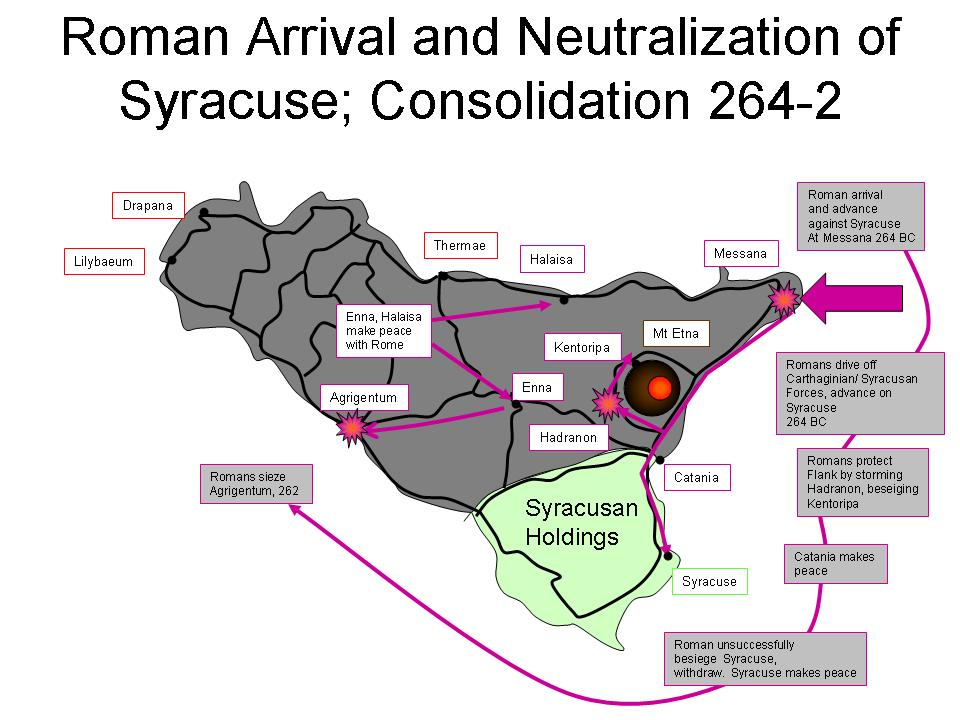
Висадка римлян і нейтралізація Сиракуз

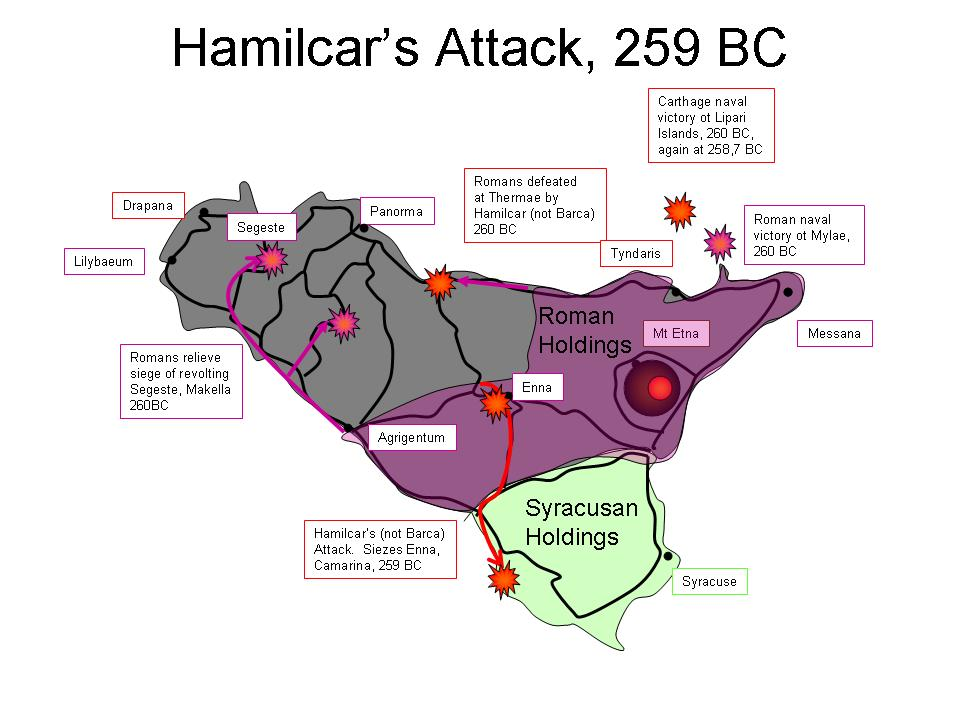
Наступ Гамількара

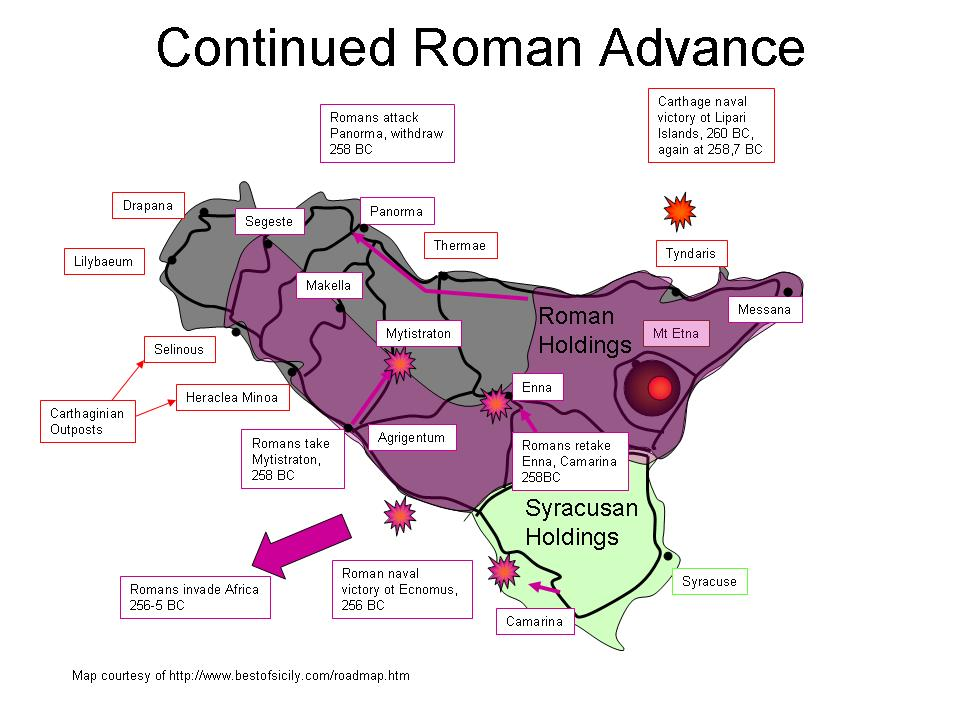
Продовження римського наступу

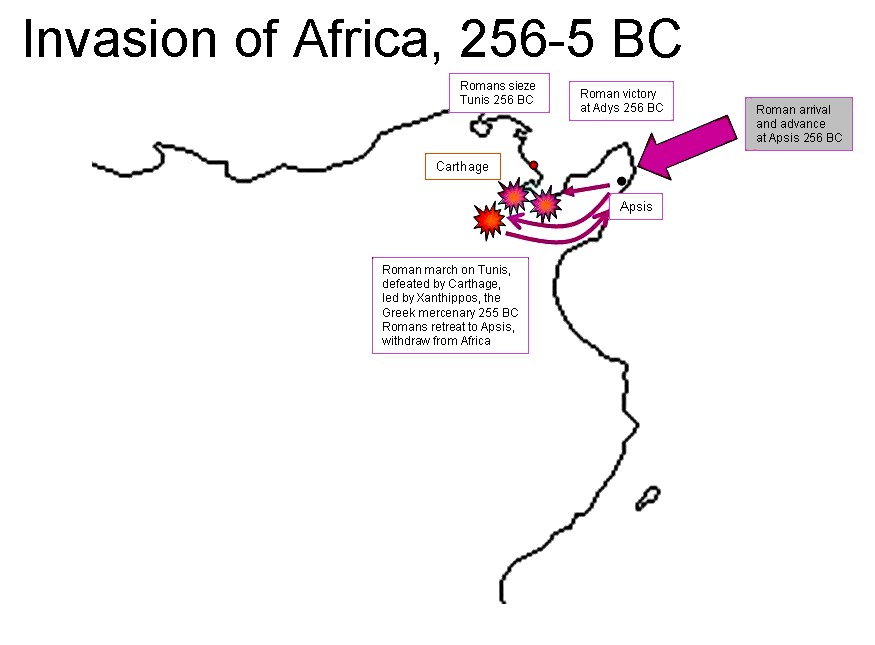
Вторгнення в Африку

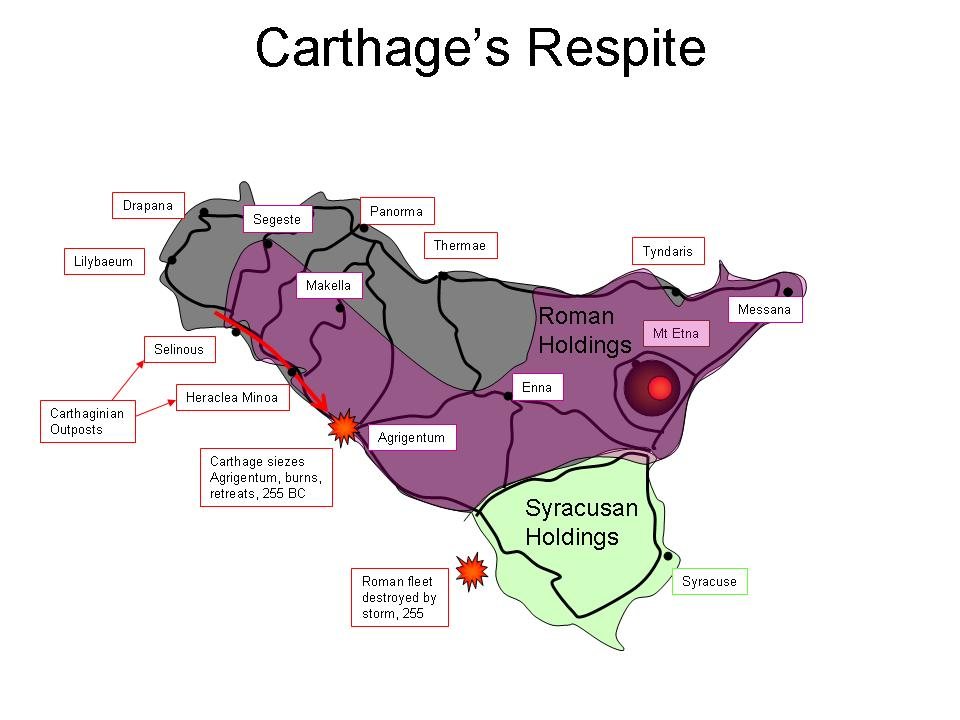
Перепочинок для Карфагена

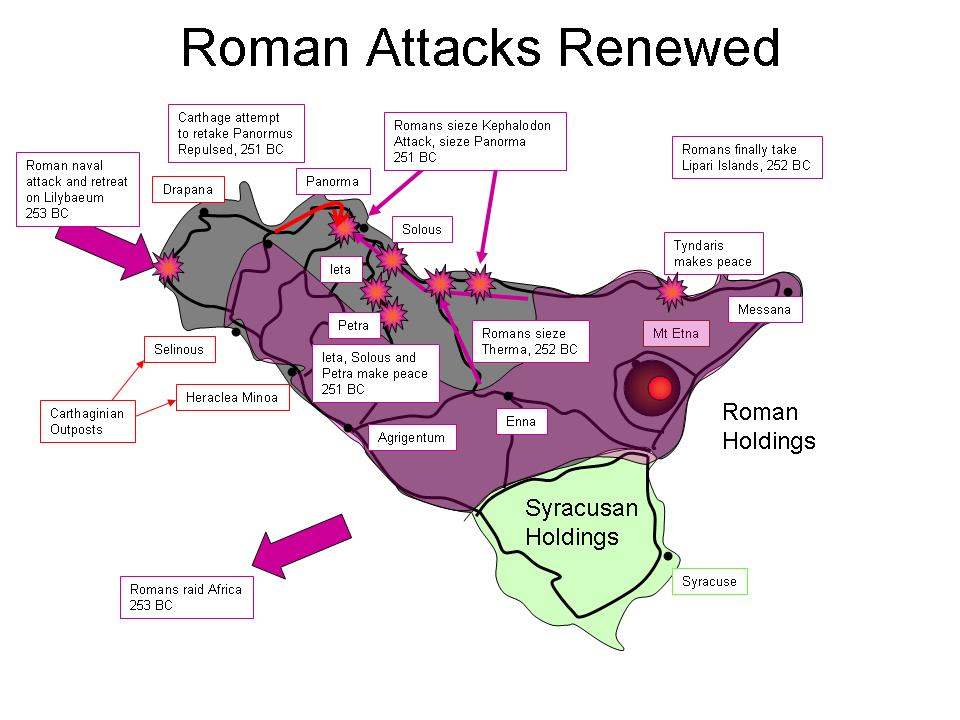
Відновлення римського наступу

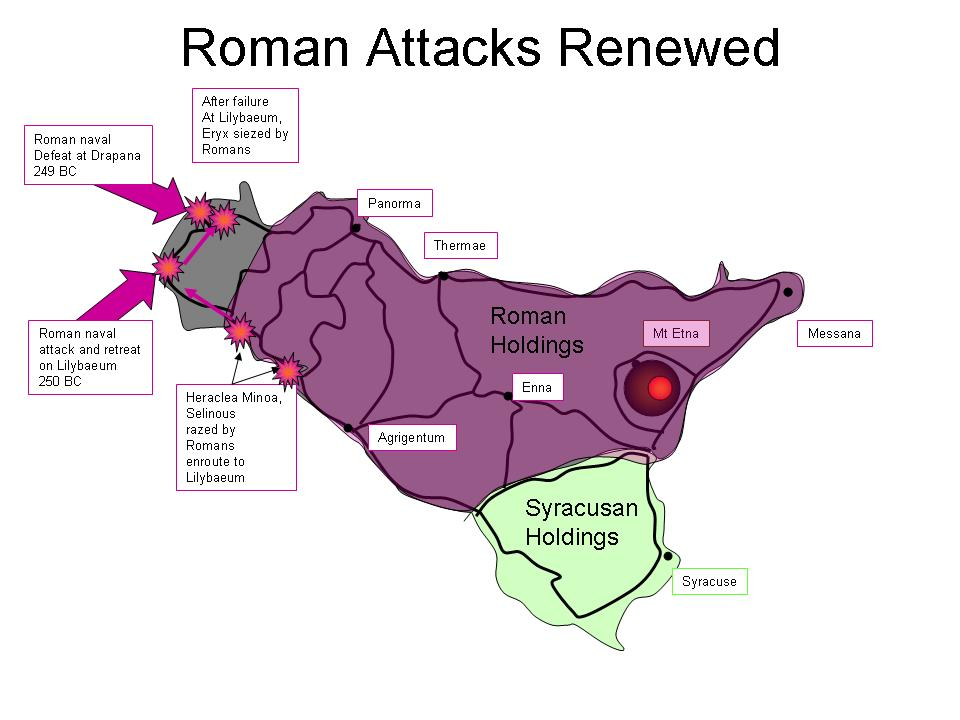
Відновлення римського наступу

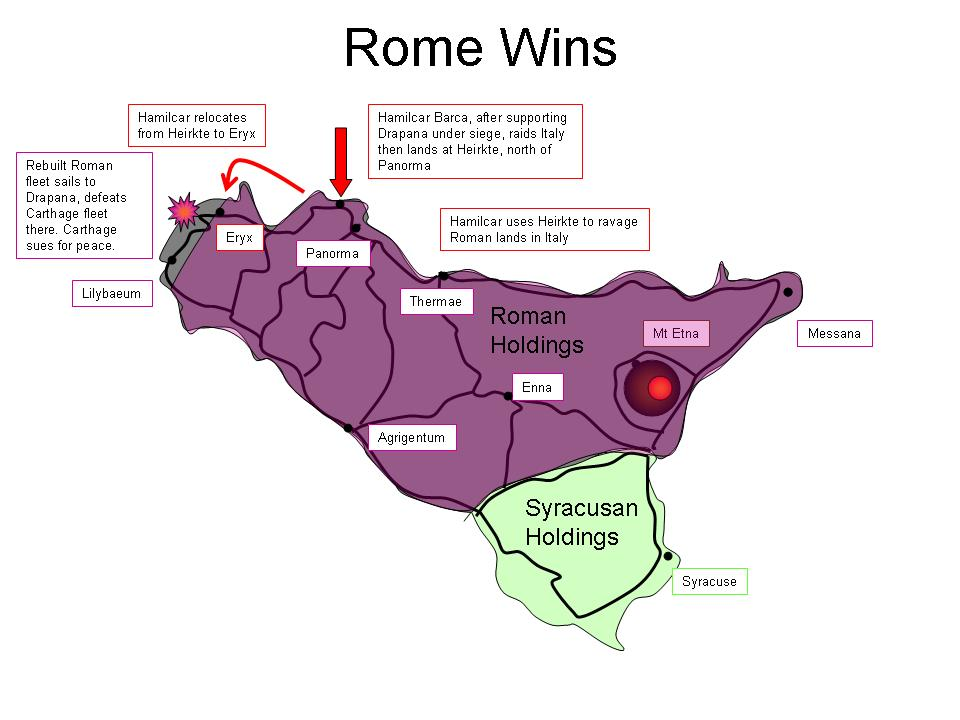
Карфаген йде на мир

Відносини між Римом і Карфагеном довгий час були приязними. Вже близько 400 до н. е. обидві держави склали політично-торговельний договір, за яким карфагеняни погодилися, що Рим володітиме Лаціумом і допустили римських купців до Карфагена та Сицилії. На сто років пізніше, в 306 до н. е., обидві сторони погодили розділ сфери впливів: Карфаген обіцяв не втручатися у справи Італії, а Рим зобов'язався дотримуватися того самого стосовно Сицилії. Під час походів Пірра в Італію і на Сицилію (280—275 до н. е.) Рим та Карфаген були союзниками і допомагали одне одному.
Проте, коли вже вся Південна Італія опинилася в руках Риму (272 до н. е.), політика щодо Карфагену змінилася: народні збори виступили з вимогою розширити вплив Римської держави на морі і для цього необхідно було закріпитися на Сицилії. Карфаген продовжував нарощувати свій вплив та здобувати нові завоювання на острові, а Рим не хотів погодитися з тим, щоб вся Сицилія у перспективі потрапила під контроль фінікійців. Римський історик Луцій Анней Флор писав: 
| Коли римляни опанували всю Італію й дійшли до сицилійської протоки, то затрималися там, подібні до полум'я, що, лютуючи, нищить усі ліси, аж поки не затримає його зустрічна ріка. Римляни бачили у найближчому сусідстві найбагатшу, але відокремлену й відрізану від Італії здобич. Їх огорнула така жадоба здобути цю країну, що вони вирішили землі, яких не можна було прилучити до Італії, приєднати збройною силою.[2] |
Конфлікт, що послужив початком Першої Пунічної війни (римляни називали карфагенян пунійцями, звідси і назва), стався у 264 р. до н. е. через сицилійське місто Мессану, захоплене мамертинцями («синами Марса») — колишніми найманцями сиракузького тирана Агафокла. У 264 р. новий правитель Сиракуз — Гієрон II, бажаючи повернути місто, почав військові дії проти мамертинців, які звернулися за допомогою одночасно і до Риму і Карфагена. Карфагенці наспіли скорше й зайняли Месану. Між прибулими до Сицилії римськими і карфагенськими військами сталося зіткнення. Ця подія дуже схвилювала римлян і, хоч обережний сенат відраджував мати союз із розбишацькими вояками, центуріатні збори вирішили підтримати мамертинців й оголосили війну Карфагену.

## Початок війни

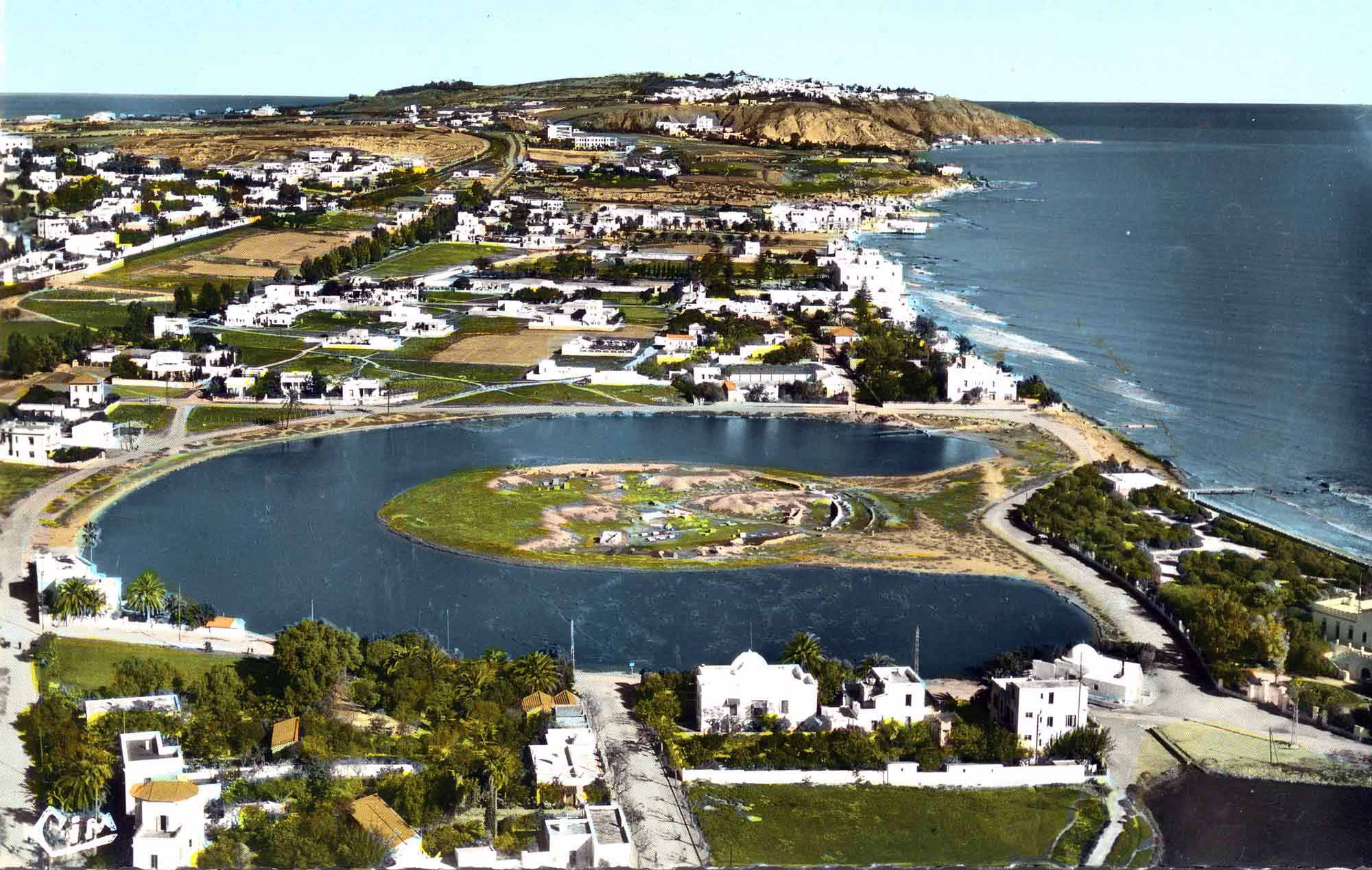
Залишки морської бази міста Карфагена. Перед війною Карфаген мав найпотужніший флот у західній частині Середземного моря.

Військові дії в Сицилії в початковий період війни розвивалися для римлян досить успішно. Римське військо у 264 р. без труднощів здобуло Мессану й рушило в глибину Сицилії. Грецькі міста, налякані недавньою перемогою Рима над Тарентом, піддавалися одне за іншим, і навіть до цього часу незалежні Сиракузи визнали над собою протекторат Римської держави, а сиракузький тиран Гієрон виступив проти Карфагену на боці Риму. У 262 р. за його підтримки римляни після піврічної облоги оволоділи одним з найбільших міст Сицилії, що знаходилося в руках карфагенян, — Акрагантом. Це був серйозний успіх, але вже тоді римлянам стало зрозуміло, що подальша боротьба з Карфагеном не обмежиться діями військ на суходолі і що необхідно побудувати свій власний флот. В західній частині острова карфагенці укріпилися сильно, а їхній полководець Гамількар Барка, тобто «Гамількар Блискавка», успішно відбивав римські напади. Узбережні міста Карфаген боронив за допомогою свого флоту, який також блокував береги Сицилії і Південної Італії.

## Створення римського флоту
Це був поворотний момент в ході війни і, певною мірою, в історії Римської республіки. Аграрна країна, сильна своєю селянською армією, повинна була стати морською державою або відмовитися від своїх домагань на панівне положення в Західному Середземномор'ї. З великим напруженням за допомогою грецьких інструкторів римлянам вдалося в надзвичайно короткий термін створити флот зі 120 великих військових кораблів. Історик Полібій оповідає про це так: 
«Римляни бачили, що війна затягується, і вперше вирішили побудувати воєнні кораблі: 100 з п'ятьма рядами весел і 20 з трьома рядами. Але це справляло їм багато труднощів, бо ніхто в Італії не будував таких суден, а ремісники зовсім не були обізнані зі способами, як будувати п'ятирядовики. І тут найкраще можна пізнати енергійну і сміливу вдачу римлян. Хоч дотепер вони ніколи не звертали уваги на море, враз, коли про це подумали, так відважно взялися за діло, що, не випробувавши добре ще сил, уже вирішили дати морський бій карфагенцям, що від предків тримали владу на морі».

Схематичне зображення «ворона» (corvus). Згодом від "воронів" відмовилися і замість них використовували гарпаги

Погано володіючи класичною тактикою морського бою античної епохи — корабельним тараном, та не вміючи добре маневрувати кораблями, римляни зробили ставку на тактику абордажу, для успіху якої свої кораблі оснастили новим технічним винаходом — абордажним «вороном» (лат. corvus) та розмістили на кожному кораблі додатковий численний екіпаж — морську піхоту (маніпуларіїв). Такий підхід забезпечив їм на певний час перевагу в морських битвах. При наближенні до ворожого корабля, абордажні містки, що мали гострий гак, перекидалися на його палубу і чіплялися за неї, чим ворожий корабель позбавлявся можливості маневрувати, а римські маніпуларії, перебігши по містку, вступали в бій на палубі ворожого корабля і, маючи чисельну перевагу, досить впевнено здобували перемогу.
Вже в 260 р. до н. е. новозбудований римський флот несподівано легко отримав свою першу перемогу при Мілах на чолі з консулом Гаєм Дуїлієм. Карфагенці спочатку легковажили важкими й неповороткими римськими кораблями і були захоплені зненацька. Так несподівано легко римляни перемогли на морі, а Карфаген втратив 50 кораблів: почасти їх було затоплено, почасти — захоплено як трофеї. На пошану першого переможця на морі Гая Дуїлія, в Римі була споруджена мармурова колона, прикрашена носами захоплених кораблів Карфагену (ростральна колона). Зберігся уривок напису з цієї колони, де перераховується кількість захоплених і знищених ворожих кораблів.

## Африканська експедиція Регула
У 256 році до н. е. римляни, заохочені першим успіхом, вирішили перенести війну в Африку. Під командуванням консулів  Марка Атілія Регула і Луція Манлія Вольсона в море вийшов римський флот, що налічував 330 бойових кораблів, чотири легіони сухопутних сил та допоміжний італійський контингент. Карфагенці з флотом в 350 суден заступили йому шлях біля мису Екном на півдні Сицилії. Римлянам вдалося оточити частину карфагенської ескадри біля берега і захопити багато кораблів. Решта втекли. Було захоплено 64 і потоплено більше 30 карфагенских суден, вбито 40 тисяч людей. Втрати Риму склали 24 корабля і 10 тисяч чоловік.
Потім консули висадились біля Клупеї і піддали країну спустошенню. У володіннях Карфагена почалися численні повстання лівійців. Здавалося, що перемога близька, і Луцій Вольсон повернувся в Рим, залишивши Регулу 40 кораблів, 15 тисяч піхоти і 500 вершників. Карфагенці перекинули з Сицилії 5000 піхоти і 500 вершників і вирішили дати римлянам бій. Його результатом стала поразка пунійців — втрати склали 18-17 тисяч убитих і 5 тисяч полонених, багато міст було захоплено Римом. Почалися мирні переговори, але через надмірні вимоги Регула до Карфагену переговори закінчилися безрезультатно.
В 255 р. пунійці за допомогою грецьких найманців під командою спартанця Ксантиппа зуміли завдати римській армії нищівної поразки, а римський флот із залишками розбитої армії потрапивши по дорозі назад в сильний шторм майже цілком загинув.
Консул Регул був узятий в полон, де і загинув.
Римлянами складені перекази, що карфагенці в жорстокий спосіб мучили Регула, Розповідь про його загибель міститься у багатьох античних авторів, але в історіографії достовірність цього ставиться під сумнів. Існує припущення, що в дійсності Регул помер в полоні своєю смертю, а легенда про катування виникла внаслідок жорстокого поводження з карфагенськими полоненими, виданими Атиліям у ролі заручників.

## Закінчення війни
Невдача африканської експедиції затягнула війну і переконала римлян, що не так легко здобути Карфаген. Військові дії знову зосередилися на території Сицилії і йшли зі змінним успіхом. Ця боротьба коштувала римлянам багато трудів і грошей. Наново треба було будувати флот, бо через недосвідченість римських адміралів то в бою, то у часі морських хуртовин затонуло багато кораблів. Врешті Римській державі не стало на це фондів, і патріотичні громадяни власним коштом будували нові судна. Хоч справа виглядала безнадійно, все ж Рим завзято йшов до своєї мети. У 251 р. римляни отримали велику перемогу під Панормом, після якої карфагенянам довелося очистити майже всю Сицилію. Але незабаром командування військами карфагенян в Сицилії перейшло в руки талановитого полководця Гамількара Барки, який, спираючись на прибережні міста, що залишилися під владою карфагенян, і на перевагу флоту Карфагена, зумів створити римлянам довголітню активну протидію. Останні бої велися при західному узбережжі Сицилії, де карфагенці вперто боронили свої порти Дрепанум і Лілібей. Цілих вісім років втратили римляни, щоб опанувати ці міста. 249 року до н.е. Адгербал у морській битві біля Дрепануму переміг римський флот.
Знову доля війни вирішувалася на морі: римлянам знову довелося створювати сильний флот, і в 241 р. цей знов створений флот здобув перемогу над карфагенянами біля Егузи, що належала до Егатських островів (біля західного узбережжя Сицилії). Консул Лутацій Катул переміг тут карфагенського адмірала Ганнона, й карфагенці мусили залишити Сицилію.

## Мир
Карфаген, виснажений 23-річною війною, вимушений був просити миру. Оскільки сили римлян теж були майже вичерпані, то римський сенат охоче пішов на укладення миру. За угодою 241 р. Карфаген склав мир із Римом на дуже невигідних для себе умовах: зрікся влади над Сицилією, випустив усіх бранців без відшкодування й зобов'язався заплатити Римові 3200 талантів. Сицилія стала, за винятком території, залишеної за Гієроном, першим неіталійским володінням Риму — першою римською провінцією.

## Післявоєнне влаштування
У 238 р. до н. е. римляни, скориставшись повстанням проти Карфагена найманих військ, лівійців і рабів, всупереч умовам мирного договору захопили Сардинію й Корсику. Карфагеняни в період між 237—219 не лише відновили економічний і військовий потенціал, але і значно розширили під керівництвом Гамількара Барки (до 229), Гасдрубала (до 221) і Ганнібала свої володіння в Іспанії.
Перша Пунічна війна кінчилася перемогою Риму, але основне питання — питання про політичне і економічне панування в Західному Середземномор'ї залишилося невирішеним. Військово-політичне значення, а тим більше економічна потужність Карфагена зовсім не були зломлені, суперництво двох найбільших держав Західного Середземномор'я не припинилося. За таких обставинах нове військове зіткнення було неминучим.